# Формулы Деламбра

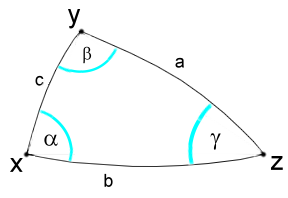
Сферический треугольник.

Формулы Деламбра в сферической тригонометрии выражают соотношение между всеми шестью элементами сферического треугольника — тремя сторонами и тремя углами.

## Описание
Формулы Деламбра имеют следующий вид:
{\displaystyle \sin {\frac {\alpha +\beta }{2}}={\frac {\cos {\frac {a-b}{2}}}{\cos {\frac {c}{2}}}}\cdot \cos {\frac {\gamma }{2}}}
{\displaystyle \sin {\frac {\alpha -\beta }{2}}={\frac {\sin {\frac {a-b}{2}}}{\sin {\frac {c}{2}}}}\cdot \cos {\frac {\gamma }{2}}}
{\displaystyle \cos {\frac {\alpha +\beta }{2}}={\frac {\cos {\frac {a+b}{2}}}{\cos {\frac {c}{2}}}}\cdot \sin {\frac {\gamma }{2}}}
{\displaystyle \cos {\frac {\alpha -\beta }{2}}={\frac {\sin {\frac {a+b}{2}}}{\sin {\frac {c}{2}}}}\cdot \sin {\frac {\gamma }{2}}}
Эти формулы можно непосредственно применять для решения косоугольных сферических треугольников по двум сторонам и углу между ними и по двум углам и прилежащей к ним стороне (в обоих случаях имеем систему четырёх уравнений с тремя переменными). Однако на практике для этого чаще используются легко выводимые из формул Деламбра формулы аналогии Непера.
Подобные соотношения известны в планиметрии как формулы Мольвейде.

## История
Формулы Деламбра были приведены Ж.Б.Ж.Деламбром в астрономическом ежегоднике Connaissance des Temps на 1809 год, изданном в 1807 году. Они также были упомянуты К.Ф.Гауссом в его сочинении «Теория движения небесных тел», изданном в 1809 году, поэтому иногда называются формулами Гаусса.